# Kostel Povýšení svatého Kříže (Konárovice)
Kostel Povýšení svatého Kříže v Konárovicích je farní kostel Římskokatolické farnosti Konárovice. Je chráněn jako kulturní památka České republiky.

## Historie
Původní kostel v Konárovicích byl gotickou stavbou, doloženou již v roce 1352. Tato stavba byla upravována v pozdně gotickém stylu kolem roku 1500. V letech 1669-1683 proběhla razantní barokní přestavba. Další zásadní přestavba, která zcela setřela dřívější architekturu, proběhla v letech 1887-1889 v pseudogotickém slohu. V květnu roku 1889 takto přestavěný kostel vysvětil tehdejší královéhradecký biskup Josef Jan Evangelista Hais.

### Architektonická podoba
Kostel je obdélná jednolodní stavba. Presbytář je oproti lodi užší a trojboce uzavřený. Loď má plochý trámový strop, v presbytáři je novogotická klenba. Po levé straně presbytáře se nachází sakristie, na straně pravé bývalá panská oratoř. V ose vstupního průčelí se nachází věž. Ta má stejnou šířku jako presbytář.